# 3659 Bellingshausen
3659 Bellingshausen (1969 TE2) là một tiểu hành tinh vành đai chính được phát hiện ngày 8 tháng 10 năm 1969, bởi Chernykh, L. ở Nauchnyj.